# Chris Maguire
Christopher Jack Maguire (Bellshill, 16 gennaio 1989) è un calciatore scozzese, attaccante o ala dell'Eastleigh.

## Carriera

### Club

#### Aberdeen
Chris Maguire ha debuttato con la maglia dell'Aberdeen, il 7 maggio del 2006, partendo dalla panchina, nella partita finale della stagione 2005-06 pareggiata 2-2 contro i campioni SPL celtiche, i suoi eroi dell'infanzia, dove ha sostituito John Stewart. La sua prima apparizione da titolare nella squadra fu il 26 dicembre 2006 contro il Kilmarnock, in questa partita ha anche segnato il suo primo gol al sesto minuto.
La stagione seguente, Maguire ha realizzato alcune reti fondamentali, tra cui il goal che valse la vittoria al 94º minuto in una partita emozionante finita 4-3 contro Inverness CT il 29 marzo 2008 e una doppietta che regalò la vittoria per 2-1 contro il Falkirk cinque giorni più tardi. Il 16 luglio 2008, Maguire ha firmato un'estensione contrattuale di tre anni con l'Aberdeen.
Nel febbraio 2009, dopo essere stato tenuto fuori dagli undici di partenza per la presenza della coppia d'attacco composta da Darren Mackie e Lee Miller, Maguire ha chiesto di andare in prestito per poter regolarmente giocare in prima squadra. Dopo che questa richiesta fu respinta, Maguire fu sporadicamente utilizzato. In quell'anno sono da ricordare i suoi due gol nel 5-0 degli Aberdeen nella Scottish Cup contro gli East Fife.

#### Prestito al Kilmarnock
Durante la finestra di mercato del Gennaio 2010 Maguire si trasferì in prestito al Kilmarnock. Al suo debutto contro il Celtic, ha segnato l'unico gol della partita dando al Kilmarnock la sua prima vittoria in campionato in otto partite. In questa squadra ha segnato 4 gol in 14 partite contribuendo così alla permanenza del Kilmarnock nella Scottish Premier League.

#### Derby County
Il 1º giugno 2011 Maguire ricevette una proposta di contratto triennale con la squadra Derby County che militava nella English Championship alla scadenza del suo contratto con l'Aberdeen. Il trasferimento è stato formalmente completato il 29 giugno, quando il Derby County concordò un prezzo che andasse bene anche all'Aberdeen: £ 400.000. La prima partita di Maguire, e primo gol, con la nuova maglia è avvenuto il 29 ottobre 2011, in una vittoria per 3-1 contro il Portsmouth. Successivamente è stato lodato per la sua pazienza e etica del lavoro dall'allenatore della squadra Andy Garner, essendo stato tenuto fuori squadra per le grandi prestazioni degli altri attaccanti Jamie Ward, Theo Robinson e Steve Davies. Anche qui, quindi, non riuscì a cementare un posto in prima squadra, trovandosi dietro a questi suoi compagni e il Callum Ball, proveniente dalle giovanili. Maguire ha segnato una tripletta contro il Pinxton nella vittoria per 4-0 nell'ultimo trimestre della Derbyshire Senior Cup.

#### Prestito al Portsmouth
Il 9 marzo 2012, Maguire fu dato al Portsmouth per un prestito di emergenza di un mese. Durante la sua permanenza a Fratton Park portò il numero 22. Maguire ha segnato il suo primo gol con il Portsmouth nella vittoria per 4-1 della sua squadra nel corso della partita contro il Birmingham City a Fratton Park il 20 marzo 2012. Maguire ha ricevuto elogi dal presidente del Portsmouth Michael Appleton per il suo ruolo nella vittoria per 2-0 contro l'Hull City il 27 marzo 2012, nella speranza di un prolungamento del suo prestito. Dopo un mese il Derby County estese il prestito di Maguire fino alla fine della stagione. Maguire si fece notare nel Portsmouth per aver segnato 3 gol in 11 presenze, e aver vinto varie volte il premio di giocatore del mese. La partita contro il suo club-padre Derby County il 21 aprile 2012, il Portsmouth perse 2-1.

#### Sheffield Wednesday
Il 22 maggio 2012, Maguire lasciò il Derby County per il Sheffield Wednesday, che aveva già effettuato due offerte per acquistare Maguire nel maggio 2012. Il 21 giugno 2012, è stato annunciato che Maguire si è legato allo Sheffield con un contratto di tre anni. Ha fatto il suo debutto nella vittoria per 4-2 Coppa di Lega contro l'Oldham Athletic il 13 agosto 2012. Tuttavia Maguire ha dovuto attendere fino al 16 marzo 2013 per un'altra apparizione in campionato, che avvenne nella sconfitta per 0-2 contro il Cardiff City, quando il centrocampista di destra Michail Antonio è stato abbattuto e si infortunò e Maguire entra in campo come sostituto. Maguire ha fatto la sua seconda apparizione in campionato, ancora una volta come sostituto all'81º nella vittoria per 2-1 contro i rivali del South Yorkshire Barnsley. Maguire ha fatto una quarta apparizione per lo Sheffield Wednesday nella vittoria per 3-2 contro il Blackburn Rovers sostituendo Jermaine Johnson al minuto 84º. Maguire è riuscito a segnare alla sua quinta presenza il suo primo gol con questa magli, sempre entrando come sostituto, nel finale al 92º minuto contro il Millwall per il definitivo 1-2 il 9 aprile 2013.

#### Prestito al Coventry City
Il 28 novembre 2013, Maguire ha firmato per un prestito per il Coventry City fino al 5 gennaio 2014. Ha fatto contro lo Sky Blues il suo debutto il 30 novembre contro il Milton Keynes Dons, in sostituzione di Carl Baker al 65º minuto. Ha segnato su due calci di punizione in 86 minuti e al 90º è tornato al gol, segnando la rete che ha portato a vincere la partita contro il Coventry City. Maguire è stato ricordato dal direttore ad interim Stuart Gray, per il gol nel giorno di Santo Stefano dello Sheffield Wednesday contro il Blackburn Rovers.

### Nazionale
Dal 2009 fa parte della Nazionale scozzese Under 21, con la quale ha segnato 6 reti nelle Qualificazioni all'Europeo di categoria del 2011.

## Statistiche

### Presenze e reti nei club
Aggiornato il 25 dicembre 2018
| Stagione              | Squadra               | Campionato            | Campionato | Campionato | Coppe nazionali | Coppe nazionali | Coppe nazionali | Coppe continentali | Coppe continentali | Coppe continentali | Altre coppe | Altre coppe | Altre coppe | Totale | Totale |
| Stagione              | Squadra               | Comp                  | Pres       | Reti       | Comp            | Pres            | Reti            | Comp               | Pres               | Reti               | Comp        | Pres        | Reti        | Pres   | Reti   |
| --------------------- | --------------------- | --------------------- | ---------- | ---------- | --------------- | --------------- | --------------- | ------------------ | ------------------ | ------------------ | ----------- | ----------- | ----------- | ------ | ------ |
| 2005–2006             | Aberdeen              | PL                    | 1          | 0          | CS+CdL          | 0               | 0               | -                  | -                  | -                  | -           | -           | -           | 1      | 0      |
| 2006–2007             | Aberdeen              | PL                    | 19         | 1          | CS+CdL          | 2+1             | 0               | -                  | -                  | -                  | -           | -           | -           | 22     | 1      |
| 2007–2008             | Aberdeen              | PL                    | 28         | 4          | CS+CdL          | 3+0             | 0               | CU                 | 4                  | 0                  | -           | -           | -           | 35     | 4      |
| 2008–2009             | Aberdeen              | PL                    | 31         | 3          | CS+CdL          | 3+1             | 2+1             | -                  | -                  | -                  | -           | -           | -           | 35     | 6      |
| 2009–gen. 2010        | Aberdeen              | PL                    | 17         | 1          | CS+CdL          | 1+1             | 0               | UEL                | 2                  | 0                  | -           | -           | -           | 21     | 1      |
| gen.–giu. 2010        | Kilmarnock            | PL                    | 14         | 4          | CS+CdL          | 0               | 0               | -                  | -                  | -                  | -           | -           | -           | 14     | 4      |
| 2010–2011             | Aberdeen              | PL                    | 35         | 7          | CS+CdL          | 5+4             | 4+1             | -                  | -                  | -                  | -           | -           | -           | 44     | 12     |
| Totale Aberdeen       | Totale Aberdeen       | Totale Aberdeen       | 131        | 16         |                 | 21              | 8               |                    | 6                  | 0                  |             | -           | -           | 158    | 24     |
| 2011–gen. 2012        | Derby County          | FLC                   | 7          | 1          | FACup+CdL       | 0+1             | 1               | -                  | -                  | -                  | -           | -           | -           | 8      | 2      |
| gen.-giu. 2012        | Portsmouth            | FLC                   | 11         | 3          | FACup+CdL       | 0               | 0               | -                  | -                  | -                  | -           | -           | -           | 11     | 3      |
| 2012–2013             | Sheffield Weds        | FLC                   | 10         | 1          | FACup+CdL       | 1+3             | 0               | -                  | -                  | -                  | -           | -           | -           | 14     | 1      |
| ago. 2013             | Sheffield Weds        | FLC                   | 3          | 0          | FACup+CdL       | 0+1             | 0               | -                  | -                  | -                  | -           | -           | -           | 4      | 0      |
| set.-dec 2013         | Coventry City         | FL1                   | 3          | 2          | FACup+CdL       | 0               | 0               | -                  | -                  | -                  | -           | -           | -           | 3      | 2      |
| gen.-giu. 2014        | Sheffield Weds        | FLC                   | 24         | 9          | FACup+CdL       | 4+1             | 1+0             | -                  | -                  | -                  | -           | -           | -           | 29     | 10     |
| 2014-2015             | Sheffield Weds        | FLC                   | 42         | 8          | FACup+CdL       | 1+3             | 0               | -                  | -                  | -                  | -           | -           | -           | 46     | 8      |
| Totale Sheffield Weds | Totale Sheffield Weds | Totale Sheffield Weds | 79         | 18         |                 | 13              | 1               |                    | -                  | -                  |             | -           | -           | 92     | 19     |
| 2015-gen. 2016        | Rotherham Utd         | FLC                   | 14         | 0          | FACup+CdL       | 0+1             | 0               | -                  | -                  | -                  | -           | -           | -           | 15     | 0      |
| gen.-giu. 2016        | Oxford Utd            | FL2                   | 21         | 4          | FACup+CdL       | 1+0             | 0               | -                  | -                  | -                  | FLT         | 3           | 1           | 25     | 5      |
| 2016-2017             | Oxford Utd            | FL2                   | 42         | 13         | FACup+CdL       | 4+1             | 1+0             | -                  | -                  | -                  | FLT         | 7           | 3           | 54     | 17     |
| Totale Oxford Utd     | Totale Oxford Utd     | Totale Oxford Utd     | 63         | 17         |                 | 6               | 1               |                    | -                  | -                  |             | 10          | 4           | 79     | 22     |
| 2017-2018             | Bury                  | FL1                   | 24         | 2          | FACup+CdL       | 2+0             | 0               | -                  | -                  | -                  | FLT         | 3           | 0           | 29     | 2      |
| 2018-2019             | Sunderland            | FL1                   | 33+3       | 7+1        | FACup+CdL       | 2+1             | 0               | -                  | -                  | -                  | FLT         | 4           | 1           | 47     | 9      |
| 2019-2020             | Sunderland            | FL1                   | 35         | 10         | FACup+CdL       | 2+2             | 0               | -                  | -                  | -                  | FLT         | 2           | 1           | 41     | 11     |
| Totale Sunderland     | Totale Sunderland     | Totale Sunderland     | 71         | 18         |                 | 7               | 0               |                    | -                  | -                  |             | 6           | 2           | 84     | 20     |
| Totale carriera       | Totale carriera       | Totale carriera       | 417        | 81         |                 | 52              | 11              |                    | 6                  | 0                  |             | 19          | 6           | 505    | 98     |

## Palmarès

### Club

#### Competizioni nazionali
- Football League Trophy: 1

Sunderland: 2020-2021